# Leioproctus andinus
Leioproctus andinus är en biart som först beskrevs av Herbst 1923.  Leioproctus andinus ingår i släktet Leioproctus och familjen korttungebin. Inga underarter finns listade i Catalogue of Life.